# Герб Химок
Герб Химок является символом города Химки Московской области.
В 1994 году был составлен проект герба Химок: в лазуревом поле, усеянном золотыми звёздами, на лазуревых волнах стоящее дерево с зелёной кроной. Этот проект представлялся в Герольдию и не получил возражений. Об утверждении такого герба неизвестно.
Конкурс на лучший проект герба для города Химки был объявлен постановлением Главы Химкинского района Ю.Кораблина 18 апреля 1996 года. В итоге прототипом герба стал проект художника Александра Мустафина. Герб города (и района) официально утверждён районным Советом депутатов 6 января 1998 года.
На тёмно-синем щите среди золотых звёзд изображён стрелец.
Звёзды и кентавр символизируют основные предприятия города, связанные с производством и разработкой космических аппаратов: НПО «Энергомаш», НПО им. Лавочкина, МКБ «Факел».
После внесённых Государственной Герольдией уточнений герб был переутверждён решением Совета депутатов Химкинского района от 5 февраля 1999 года (№ 19/2). Герб внесён в Государственный геральдический регистр под № 425.

## Описание герба
В чёрном поле золотой скачущий крылатый Кентавр, держащий в распростёртых руках лук и стрелу и сопровождаемый в круг — во главе, в окончании, по сторонам и в каждом из углов, кроме правого верхнего, золотыми звёздами о четырёх, простёртых накрест.